# Tioman Airport
Tioman Airport is een klein vliegveld in Maleisië op het eiland Tioman. Het heeft 1 startbaan van 992 meter lang. Er start en landt één luchtvaartmaatschappij op het vliegveld en dat is Berjaya Air. Deze luchtvaartmaatschappij voert dagelijks vluchten uit vanaf Tioman naar Kuala Lumpur en Singapore. Deze vluchten duren allebei ongeveer een uur. Het vliegveld ligt aan de oostkant van het eiland naast het dorpje Tekek. Het eiland is populair onder toeristen die rondtrekken door Zuidoost-Azië.